# 莫 (占卜)
莫，是一種占卜形式，是西藏文化和宗教的一部分。西藏人在做出有關健康、工作或旅行的重要決定時會諮詢莫。莫所給出的答案被認為是來自文殊菩薩，即智慧的菩薩。莫被認為是西藏苯教傳統和佛教信仰的混合體。莫這字源自漢語巫，即是巫師。
要使用這種莫占卜，必須心中有一個問題並擲骰子。骰子的結果將在預測手冊中指示答案。手冊中的答案應該回答您的問題，但可能需要一些解釋。
達賴喇嘛在做出重要決定時會進行莫占卜。